# Jean Paul Ertel

Jean Paul Ertel

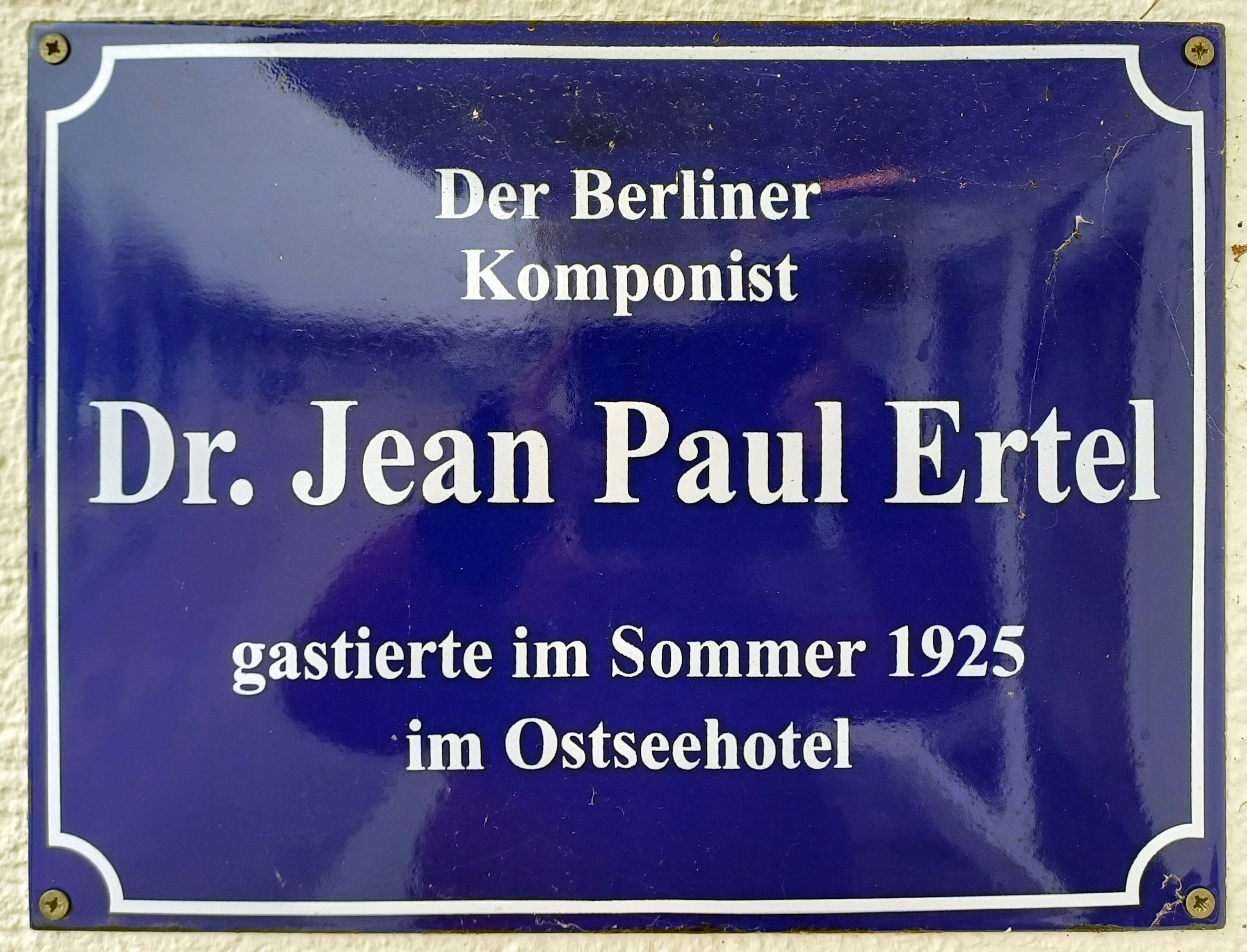
Gedenktafel in Heringsdorf

Jean Paul Ertel (* 22. Januar 1865 in Posen; † 11. Februar 1933 in Berlin) war ein deutscher Komponist.

## Leben
Der Schüler von Franz Liszt lebte als Musikkritiker und -lehrer in Berlin. Er komponierte mehrere sinfonische Dichtungen, eine Sinfonie, zwei Streichquartette, eine Violinsonate, eine Suite für Violine und Klavier und zwei Opern.
Jean Paul Ertel starb 1933 im Alter von 68 Jahren in Berlin. Beigesetzt wurde er auf dem Kaiser-Wilhelm-Gedächtnis-Friedhof in Westend. Das Grab ist nicht erhalten.

## Werke
- Maria Stuart, sinfonische Dichtung
- Der Mensch, sinfonische Dichtung
- Die nächtliche Heerschau, sinfonische Dichtung
- Hero und Leander, sinfonische Dichtung
- Pompeji, sinfonische Dichtung
- Belsazar, sinfonische Dichtung
- Harald-Sinfonie
- Gudrun, Oper
- Sant Agato, Oper
- Passacaglia, Orgel, op. 19